# Азовець облямований
Азовець облямований, Maeotias marginata (також відомий як Меотіас несподіваний, Оліндіас несподіваний — Olindias inexpectata та ін.) — солонуватоводний гідроїд. Вид описаний за медузоїдною стадією життєвого циклу, поліп досі не знайдений.
Вид занесено до Червоної книги України.
Аборигенним ареалом виду є, судячи зі всього, Азовське море (де він зустрічається майже по всій акваторії), та розпріснені ділянки Чорного моря: в чорноморських територіальних водах України він відмічений в Дніпровсько-Бузькому лимані та в гирлі Дунаю, а також біля узбережжя Румунії та Болгарії.
Окрім того, цей вид випадково потрапив (судячи зі всього, з баластною водою кораблів) в інші солонуватоводні акваторії, де утворив сталі популяції: на атлантичному узбережжі Франції (гирло р. Луара), на східному узбережжі США (затока Делавер), пізніше, з 1993 року, на західному узбережжі США (затока Сан-Франциско). Найнедавніша знахідка нової популяції була зроблена в Балтійському морі, біля острова Хійумаа (Естонія) в 1999 році.
Медуза цього виду може досягати до 5,5 сантиметрів в діаметрі, хоча типовий розмір близько 4 см. Купол молочно-білий, рот відносно великий, оточений чотирма довгими ротовими лопастями. В кожному з чотирьох радіальних каналів знаходиться по одній добре помітній статевій залозі. По краю купола розподілені близько 600 тонких щупалець і численні статоцисти.
Звичайно медуза малорухлива, часто лежить на дні. Основним об'єктом харчування є дрібні ракоподібні та зоопланктон.
Біологія практично не вивчена, в неволі вид не утримувався.

Медузи Меотіас несподіваний в гирлі річки Петалума, Каліфорнія © Terry Hankins

Фотографії
1, 2